# Anatolij Konstantinovič Ljadov
Anatolij Konstantinovič Ljadov (Анатoлий Константинович Лядов) (11. května 1855, Petrohrad – 28. srpna 1914, Poljanovka, Novgorodská oblast) byl ruský dirigent, hudební skladatel a pedagog.

## Život
Narodil se v rodině, která se zabývala hudbou již po několik generací. Dědeček, Nikolaj Grigorjevič Ljadov, byl dirigentem Petrohradské filharmonické společnosti a otec, Konstantin Nikolajevič, byl dirigentem Imperátorské Ruské opery a hudebním skladatelem. V raném věku přišel o matku a otec bral své děti do divadla, takže byl od dětství obklopen hudbou. Se svou sestrou také často účinkoval v komparzu opery.
Zpočátku ho v hudbě vzdělával otec. V jedenácti letech vstoupil na přípravku petrohradské konzervatoře, kde studoval hru na klavír a na housle. Brzy se však soustředil na hudební teorii a skladbu i když nadále byl znamenitým klavíristou. Jeho přirozený hudební talent rozpoznal a ocenil zejména Modest Petrovič Musorgskij a přizval jej ke spolupráci se skupinou skladatelů, která je nazývána Mocná hrstka. Jejími dalšími členy byli Alexander Borodin, César Kjui a Nikolaj Rimskij-Korsakov. Vstoupil do kompoziční třídy Rimského-Korsakova, ale v roce 1876 byl pro časté absence vyloučen. O dva roky později byl znovu přijat, čímž mu bylo umožněno studium skladby dokončit.
Na petrohradské konzervatoři začal učit ihned po absolutoriu v roce 1878 a setrval tam po celý svůj život. Mezi jeho žáky byli např. Sergej Prokofjev, Nikolaj Jakovlevič Mjaskovskij, Michail Favianovič Gněsin , Lazar Saminskij a Boris Vladimirovič Asafjev. V souladu se svou povahou byl náladový, ale také brilantní učitel. Dirigent Nikolaj Malko, který u něj studoval harmonii, napsal:
„Ljadovovy kritické komentáře byly vždy přesné, jasné, srozumitelné, konstruktivní a stručné.... Podával je zvolna, bez spěchu, někdy se zdálo, že i s jistou dávkou opovržení. Byl schopen řeč náhle přerušit v půli slova, vytáhnout z kapsy malé nůžky, a zatímco jsme čekali, dělal si manikúru.“
V roce 1905, na protest proti propuštění Rimského-Korsakova, rezignoval, ale vrátil se, když byl Rimskij-Korsakov navrácen do funkce.
Oženil se v roce 1884. Sňatkem získal pozemky a venkovské sídlo v Poljanovce v Novgorodské gubernii. Tam pak trávil letní prázdniny, komponoval a v roce 1914 tam i zemřel.
V roce 1886 byl jmenován řádným profesorem. V osmdesátých a devadesátých letech, kromě pedagogické skladatelské činnosti, často vystupoval jako dirigent Petrohradského kroužku milovníků hudby. Na doporučení Imperátorské geografické společnosti se zabýval zpracováním zápisů ruských národních písní, které vydal v několika svazcích, a které byly vysoce ceněny ruskými folkloristy.
Jeho symfonická díla byla uvedena na koncertech ruské hudby na Světové výstavě v Paříži v roce 1900.

## Hudba

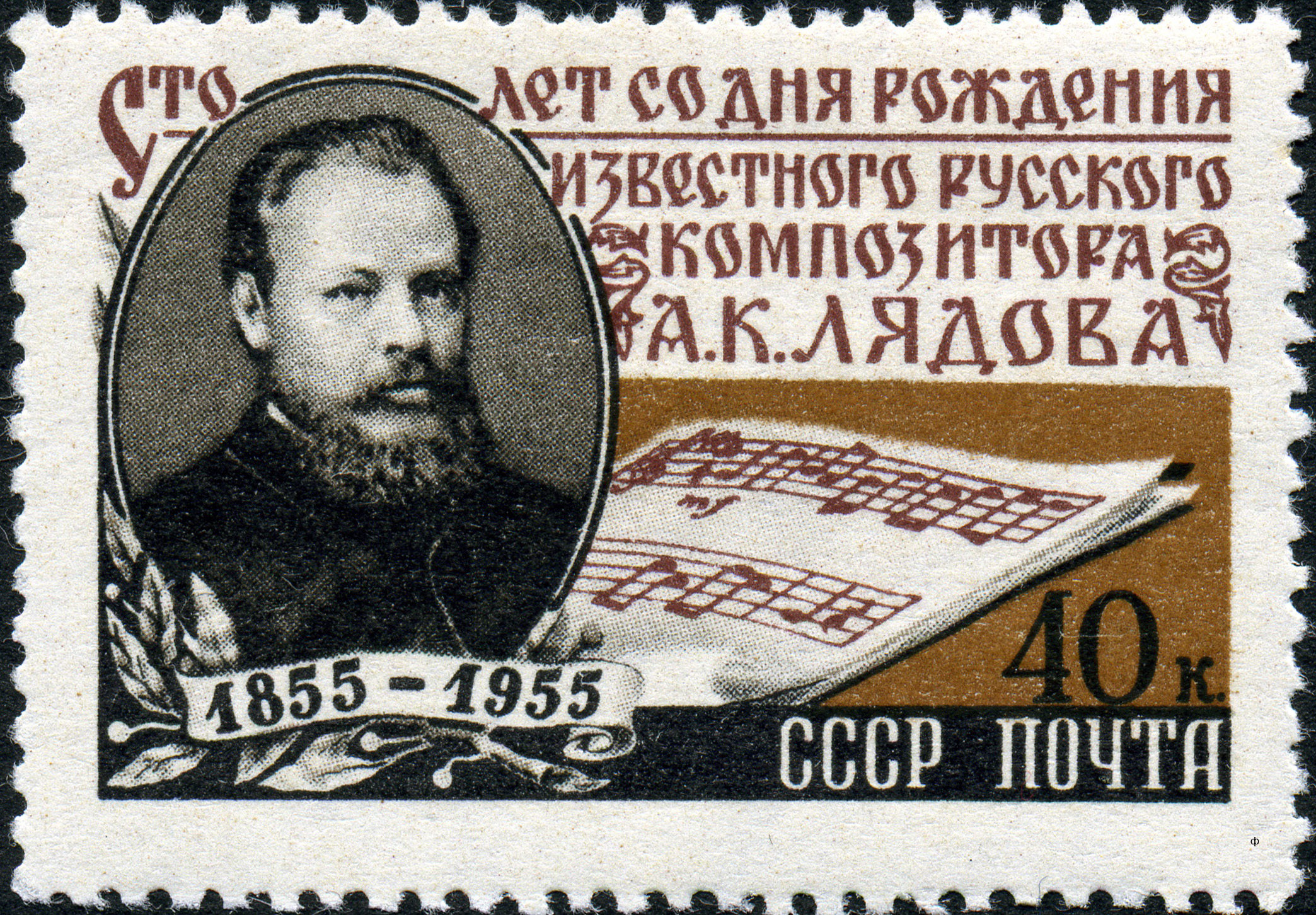
Sovětská známka vydaná v roce 1955 ke stému výročí narození skladatele.

Publikoval poměrně málo skladeb, což bylo způsobenou přehnanou sebekritičností, nedostatkem sebedůvěry, ale i přirozenou leností. Zatímco Ljadovova technická zručnost byla současníky vysoce oceňována, jeho nespolehlivost mu bránila se stát populárnější osobností. Řada jeho prací jsou variace na již existující témata či ruské národní písně (např. jeho Osm ruských národních písní, op. 58). Zkomponoval mnoho klavírních miniatur, z nichž patrně nejslavnější je Hudební tabatěrka z roku 1893.
Stejně jako mnoho z jeho současníků, komponoval často na ruská národní témata. Řada jeho prací jsou skladby programové, například symfonické básně Baba Jaga op. 56, Kikimora op. 63, Kouzelné jezero op. 62. Tyto relativně krátké skladby patří mezi jeho nejpopulárnější díla. Vykazují mimořádný smysl pro orchestrální barvy tónu. Ve svých pozdějších skladbách experimentoval s rozšířenou tonalitu, stejně jako jeho mladší současník Alexander Skrjabin.
Bylo mu vytýkáno, že nikdy nezkomponoval žádnou rozsáhlejší skladbu. Začal pracovat na baletu i na opeře, ale žádnou z těchto skladeb nedokončil. Materiál později využil ve svých symfonických básních. V roce 1909 požádal Sergej Ďagilev Ljadova o orchestrální úpravu některých skladeb Frederyka Chopina pro připravovaný balet Les Sylphides. Ani tuto práci však nedokončil. Instrumentaci pak provedl Alexander Glazunov. Podobně skončila i Ďagilevova žádost o zpracování ruské pohádky O ptáku ohnivákovi. Ta se pak stala slavnou v hudebním pojetí Igora Stravinského.

## Dílo

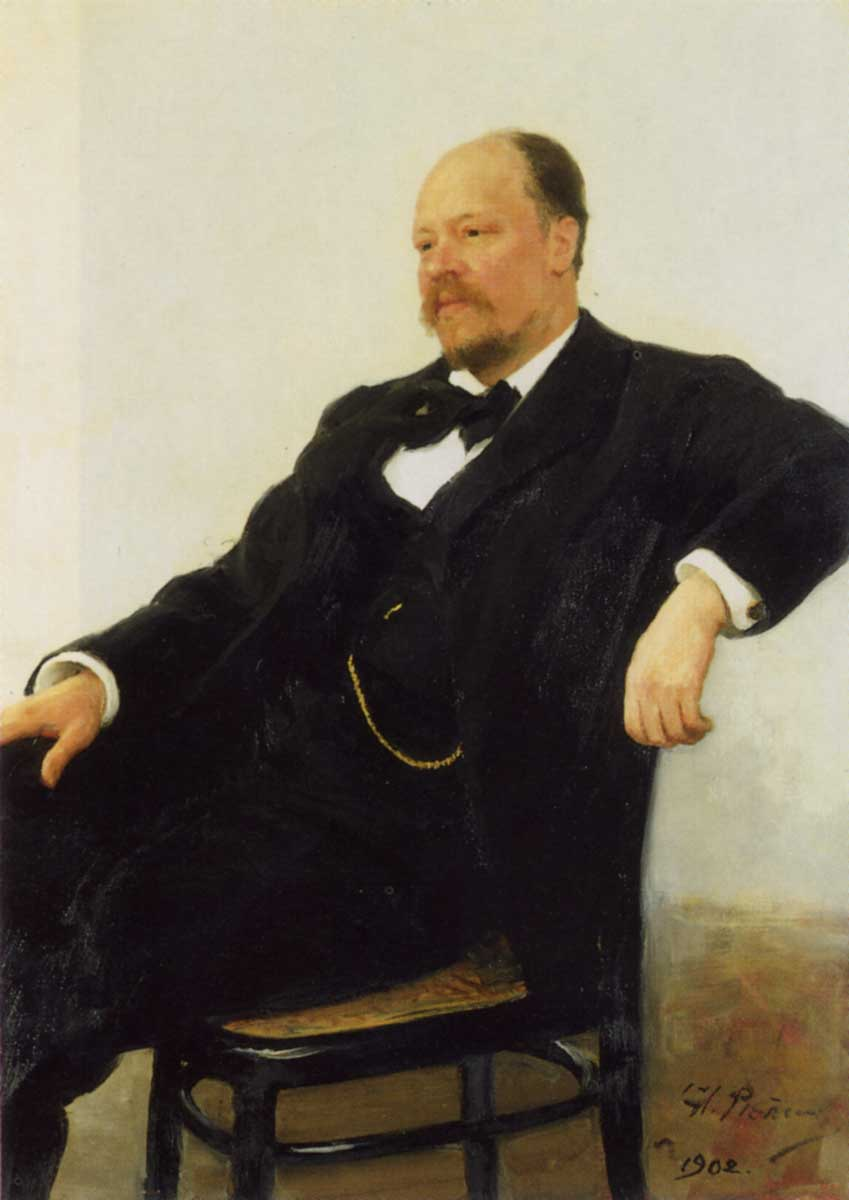
Anatolij Ljadov na obraze Ilji Repina.

### Kantáty
- Nevěsta messinská op. 28 (závěrečná scéna dramatu Friedricha Schillera, 1878)
- Památce M. Antokolského (společně s Alexandrem Glazunovem, 1902)

### Orchestrální skladby
- Первое скерцо ор. 16 (První scherzo, 1886)
- Сельская сцена у корчмы ор. 19 (Venkovská scéna u krčmy, 1887)
- Польский, памяти А. С. Пушкина ор. 49 (věnováno památce Alexandra Sergejeviče Puškina, 1899)
- Вариации на русскую тему (Variace na ruské téma, společně s J. Vitolem, Glazunovem, Rimským-Korsakovem a dalšími, 1901)
- Польский, к торжеству открытия статуи А. Г. Рубинштейна 14 ноября 1902 г. ор. 55 (K příležitosti odhalení sochy Antona Rubinsteina, 1902)
- Баба-Яга. Картинка к русской народной сказке ор. 56 (Baba-Jaga, obrázek k ruské národní pohádce, 1904)
- Восемь русских народных песен ор. 58 (8 ruských písní, 1906)
- Волшебное озеро. Сказочная картинка ор. 62 (Kouzelné jezero, 1909)
- Кикимора. Народное сказание ор. 63 (Kikimora. Lidová pověst. 1909)
- Танец амазонки ор. 65 (Tanec amazonky, 1910)
- Из Апокалипсиса. Симфоническая картина ор. 66 (Z Apokalypsy. Symfonický obraz. 1912)
- Скорбная песнь ор. 67 (Smutná píseň, 1914)

### Komorní skladby
- Kvartet B-La-F (společně s Rimským-Korsakovem, Borodinem a Glazunovem, scherzo, 1886)
- 3 пьесы для струнного квартета: Мазурка, Сарабанда, Фуга (3 skladby pro smyčcové kvarteto: mazurka, sarabanda a fuga, 1894–1895, 1899)
- Полька для струнного квартета (Polka pro smyčcové kvarteto, 1899)
- Вариации на русскую народную тему для смычкового квартета (Variace na ruské národní téma pro smyčcový kvartet, 1899)

### Klavírní skladby
- Арабески ор. 4 (Arabesky, 1878)
- Парафразы для фортепиано в 3 руки (Parafráze pro klavír na tři ruce, společně s Borodinem, Kjuem a Rimským-Korsakovem, 1878)
- 4 intermezza (ор. 7, 1881, ор. 8, 1883)
- 4 preludia ор. 13 (1887)
- 2 bagately ор. 17 (1887)
- Про старину ор. 21 (Pro stařečka, 1889)
- Идиллия ор. 25 (Idyla, 1891)
- Маленький вальс ор. 26 (Malý valčík, 1891)
- 3 preludia ор. 27 (1891)
- Куколка ор. 29 (Loutka, 1892)
- Bagatela ор. 30 (1889)
- Музыкальная табакерка ор. 32 (Hudební tabatěrka, 189.)
- 3 preludia ор. 36 (1895)
- 4 preludia ор. 39 (1895)
- 2 fugy ор. 41 (1896)
- Вариации на польскую народную тему ор. 51 (Variace na polské národní téma, 1901)
- 3 bagately ор. 53 (1903)
- 4 skladby: Гримаса, Сумрак, Искушение, Воспоминание ор. 64 (Škleb, Soumrak, Pokušení, Vzpomínka. 1909–1910)
- Танец комара (Tanec komára, 1911)
- Фуга на тему Ля-до-фа (Fuga na téma La-do-fa, 1913)

### Sbory
- Слава ор. 47 (Sláva, 1899)
- Сестра Беатриса ор. 60 (Sestra Beatrix, 1906 )
- 10 русских народных песен ор. 45 (10 ruských národních písní pro ženské hlasy (1899)
- Гимн А. Рубинштейну (Hymnus na počest Antona Rubinsteina (ор. 54, 1902 г.)
- 5 песен русского народа, положенных на голоса (5 písní ruského národa, 1902 )
- 15 русских народных песен для хора ор. 59 (15 ruských národních písní, 1907)
- 15 русских народных песен для женских голосов (15 ruských národních písní pro ženské hlasy, 1908)
- 10 переложениe из Обихода (ор. 61, 1909)

### Písně
- 4 романса ор. 1 (4 romance, 1873–1874)
- 18 детских песен на народные слова (18 dětských písní na slova lidové poesie, ve třech sešitech: ор. 14, 1887; ор. 18, 1887; ор. 22, 1890)

### Zpracování národních písní
- Сборник русских народных песен (ор. 43, 1898)
- 35 песен русского народа для одного голоса с сопровождением фортепиано из собранных в 1894–1895 гг. И. В. Некрасовым и Ф. М. Истоминым (1902)
- 50 песен русского народа для одного голоса с сопровождением фортепиано из собранных в 1894–1899 и 1901 гг. И.В. Некрасовым, Ф.М. Истоминым и Ф.II. Покровским (1903)
- 35 песен русского народа из собранных в 1894 г., 1895 и 1902 гг. И. В. Некрасовым, Ф. М. Истоминым и Ф. И. Покровским в губерниях: Владимирской, Нижегородской, Саратовской, Тверской и Ярославской для одного голоса с сопровождением фортепиано (vydáno Písňovou komisí Ruské geografické společnosti)